# Сапарево
Сапарево (болг. Сапарево) — село в Болгарии. Находится в Кюстендилской области, входит в общину Сапарева-Баня. Население составляет 1 407 человек.

## Политическая ситуация
В местном кметстве Сапарево, в состав которого входит Сапарево, должность кмета (старосты) исполняет Иван Димитров Базиргянов (независимый) по результатам выборов правления кметства.
Кмет (мэр) общины Сапарева-Баня — Сашо Кирилов Иванов (независимый) по результатам выборов в правление общины.